# Zenvo TS1 GT Anniversary
 (juillet 2024).
La Zenvo TS1 GT Anniversary, appelée Zenvo TS1 GT 10e anniversaire en français, ou tout simplement Zenvo TS1 GT, est une supercar GT du constructeur danois Zenvo.

## Historique
La TS1 GT Anniversary marque le dixième anniversaire de la marque. C'est une version améliorée de la ST1.

## Caractéristiques techniques

### Motorisation
La Zenvo TS1 GT est propulsée par un moteur V8 biturbo de 5,8 litres basé sur une architecture Chevrolet GM modifiée et développée en interne,.

## Design

### Intérieur
L'intérieur de la Zenvo TS1 GT comprend un tableau de bord et une console centrale en fibre de carbone et en Alcantara, et possède des sièges baquets en fibre de carbone pour le conducteur et le passager. Le système d'infodivertissement comprend un écran de tableau de bord, un écran central et un système audio Alpine Electronics avec connectivité Bluetooth.

## Variantes

### Zenvo TSR

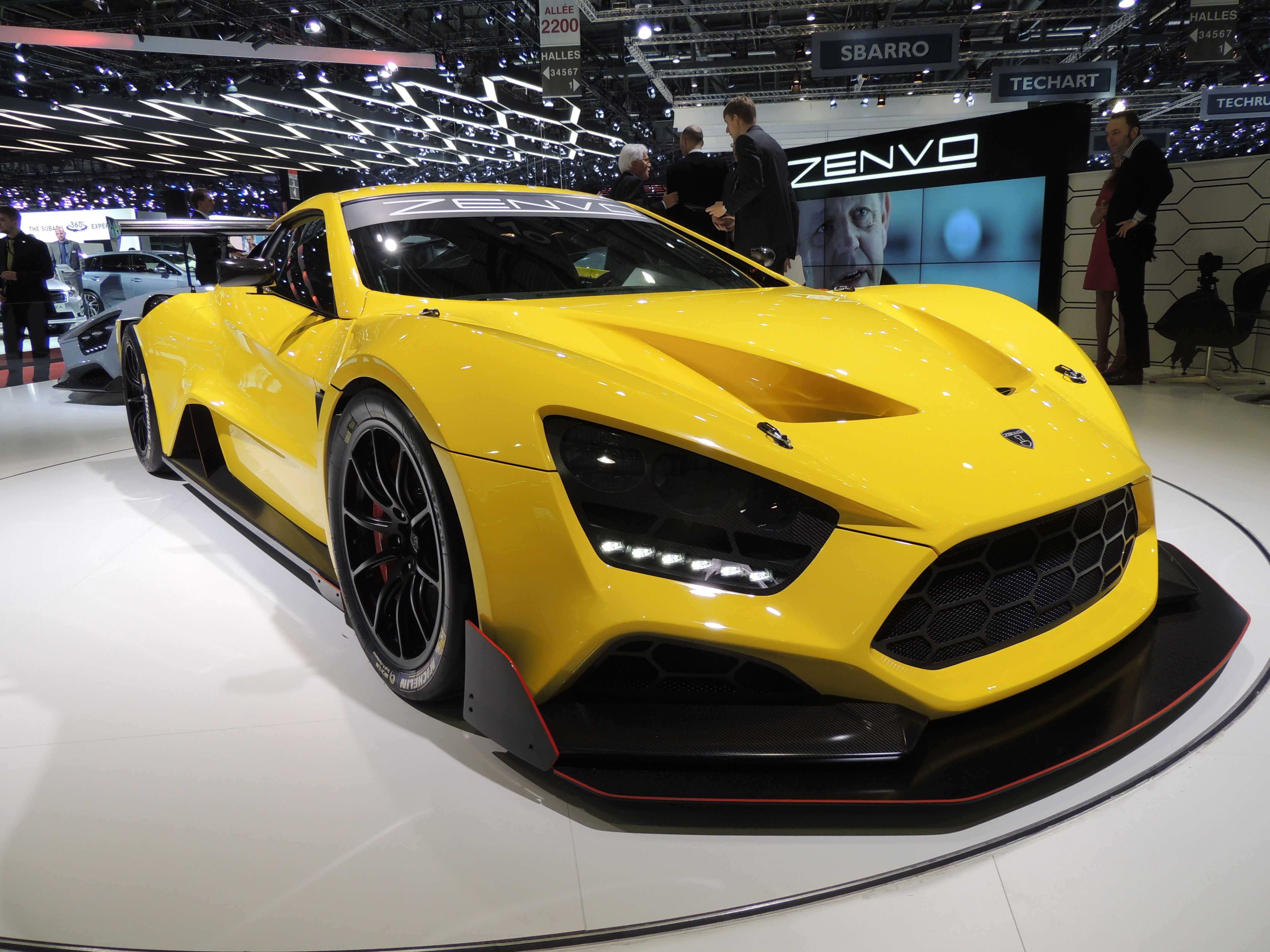
Une Zenvo TSR au salon international de l'automobile de Genève 2016.

La Zenvo TSR est une version réservée à la piste de la TS1 GT. Lancée aux côtés de la TS1 GT au salon international de l'automobile de Genève 2016, la TSR partage la plupart de ses composants mécaniques avec la voiture homologuée pour la route, y compris le même moteur et la même carrosserie.

### Zenvo TSR-S

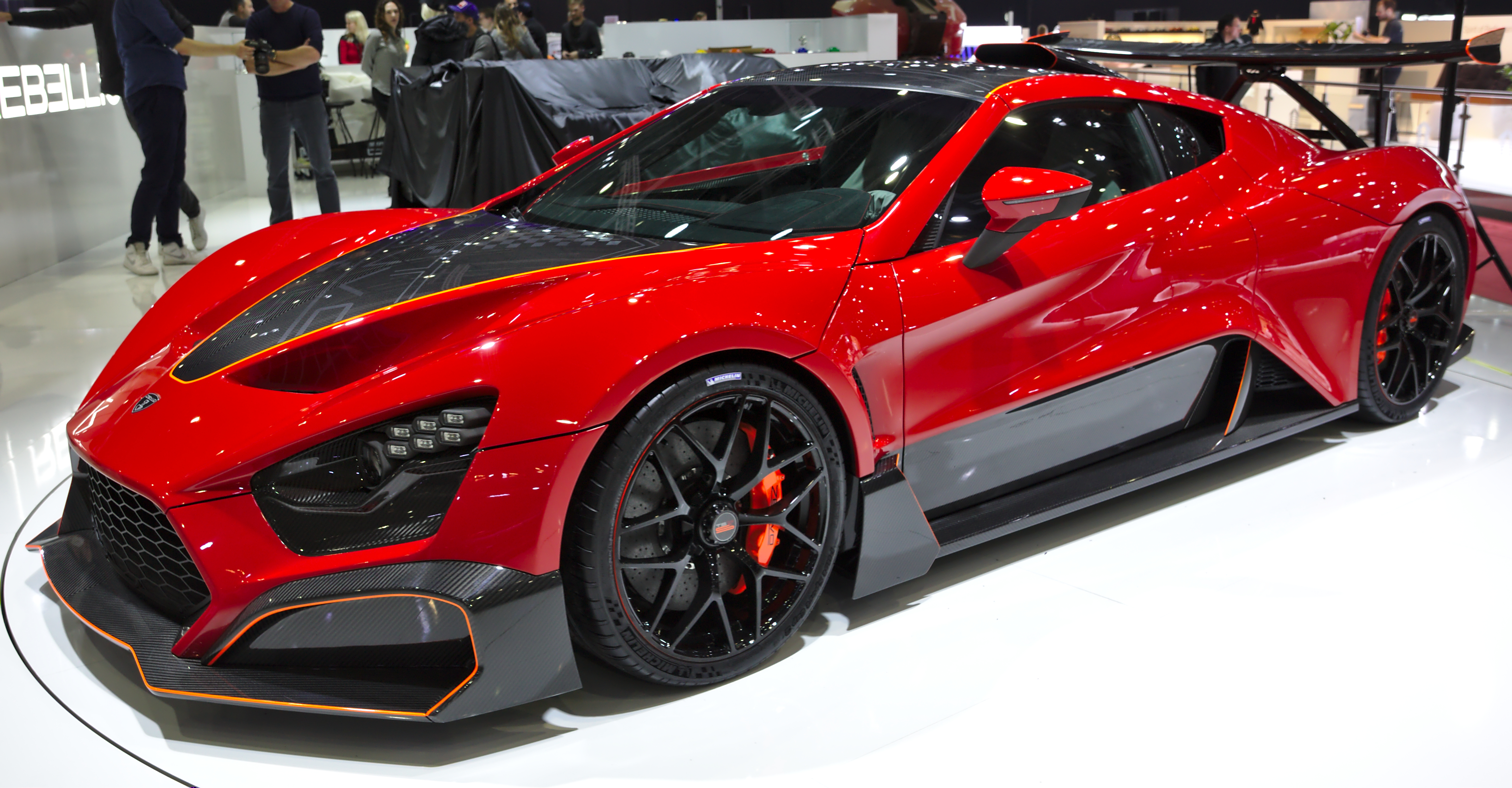
Une Zenvo TSR-S au salon international de l'automobile de Genève 2018.

La Zenvo TSR-S est une version homologuée pour la route de la Zenvo TSR. Elle est destinée à la piste. Dévoilée au salon international de l'automobile de Genève 2018, la TSR-S présente de nombreuses améliorations et modifications de conception par rapport aux modèles TS1 précédents.

### Zenvo TSR-GT
La Zenvo TSR-GT est une version grand tourisme de la TSR-S. Les principales différences comprennent une version améliorée du V8 5,8 litres à double compresseur produisant désormais 1 014 kW (1 360 ch) et une configuration à appui réduit avec une aile fixe plus petite et des enjoliveurs de roues aérodynamiques. Ces changements augmentent la vitesse de pointe de la TSR-GT à 423 km/h. La TSR-GT dispose également d'un intérieur plus luxueux, avec une sellerie en cuir à la place de la fibre de carbone présente sur les précédents modèles de la TSR. Elle possède des mesures visant à réduire le bruit à l'intérieur de l'habitacle.